# Ірина Топал
Ірина Топал (рум. Irina Topal; нар. 19 грудня 1998, Кишинів, Молдова) — молдовська футболістка, півзахисниця.

## Клубна кар'єра
У 2009 році розпочала футбольну кар'єру в молдовському клубі ЛТПС №2 (Кишинів), за який виступала до 2015 року. З 2015 року виступала за «Норок». У серпні 2015 року провела 3 матчі у кваліфікаційному раунді Ліга чемпіонів 2015/16 проти «Осіека», «Суботиці» і «Бенфіки». У 2017 році провела 3 матчі у кваліфікаційному раунді Ліга чемпіонів 2017/18 проти НСА (Софія), «Аполлон» (Лімассол) та «Штурм» (Грац).
У 2018 році виїхала до Молдови, де до 2021 року виступала за «Університатя» (Галац).
27 липня 2021 року перейшла до українського клубу «Кривбас», який дебютує у Вищій лізі чемпіонату України сезону 2021/22. 31 липня 2021 року дебютувала за «Кривбас» в першому офіційному поєдинку клубу в матчі Вищої ліги проти «Восхода» (Стара Маячка).

## Кар'єра в збірній
Виступала за дівочу збірну Молдови (WU-17) та жіночу молодіжну збірну Молдови (WU-19). З 2015 року виступає за збірну Молдови. У складі збірної брала участь на чемпіонаті Європи 2017 року (1 матч), відбіркових турнірах до чемпіонату світу 2019 року (5 матчів), чемпіонаті Європи 2022 року (7 матчів), і чемпіонату світу 2023 року (2 матчі).